# تیبر سیتی (کارولینای شمالی)
تیبر سیتی (به انگلیسی: Tabor City) شهری در ایالت کارولینای شمالی کشور ایالات متحده آمریکا است که جمعیت آن در سرشماری سال ۲۰۱۰ میلادی، ۲٬۵۱۱ نفر بوده‌است.